# Республіка Акрі
9°58′00″ пд. ш. 67°48′00″ зх. д. / 9.96667° пд. ш. 67.8° зх. д.

прапор Республіки Акрі (1903)

Республіка Акрі (ісп. Estado Independiente de Acre; порт. República do Acre; 1899–1903) — маріонеткова держава в Латинській Америці. Її проголошення фактично являло собою спробу ряду бразильських землевласників отримати контроль над всією каучуконосною Амазонією в період так званої  каучукової лихоманки. Столицею було місто  Пуерто-Алонсо.

## Історія

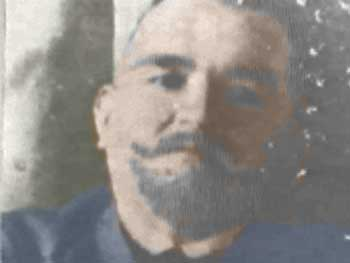
Луїс Гальвес Родрігес де Аріас

У своєму прагненні зібрати більше каучуку бразильські землевласники, які часто одночасно були чиновниками на місцях, споряджали нові експедиції і групи каучукозбиральників в прикордонні райони країни, вторгаючись також у слабонаселенні прикордонні території Болівії і Перу.
14 липня 1899 р. іспанець Луїс Гальвес Родрігес де Аріас за підтримки уряду бразильського штату Амазонас зайняв північно-західну Болівію і проголосив республіку Акрі, в яку тут же хлинув потік бразильських колоністів. Населення республіки сягнула 13 тисяч жителів, 90% з них — бразильці. Португальська мова була оголошена офіційною мовою республіки поряд з іспанською.
Болівія висловила своє невдоволення, сподіваючись заручитися підтримкою компаній з США. Так почалася «війна за Акрі», яка також торкнулася території Перу. Федеральний уряд Бразилії спочатку намагався уникати відкритих міжнародних конфліктів. Болівії вдалося тимчасово повернути контроль над Акрі військовим шляхом, але тут сталося повстання бразильських переселенців, які виступали за приєднання Акрі до Бразилії.

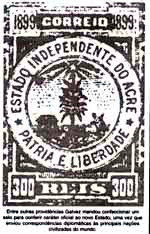
Марка Республіки Акрі

Петрополіська угода від 17 листопада 1903 р. передала Акрі у вічне володіння Бразильській республіці. 25 лютого 1904 р. Акрі офіційно стала федеральної територією Бразилії, яка в 1962 р. була перетворена в штат.